# Stockerauer Au

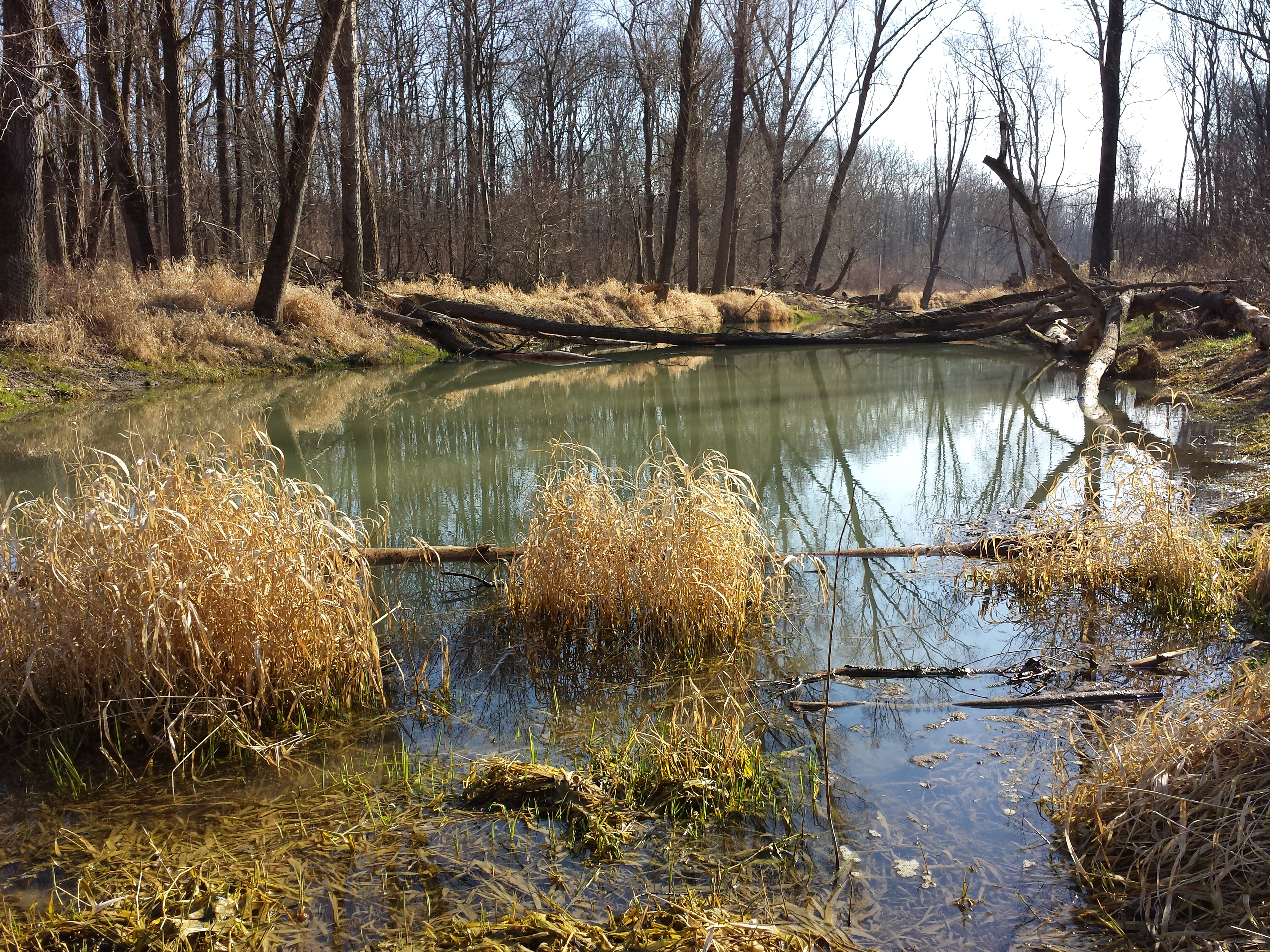
Stockerauer Altarm in der Stockerauer Au.

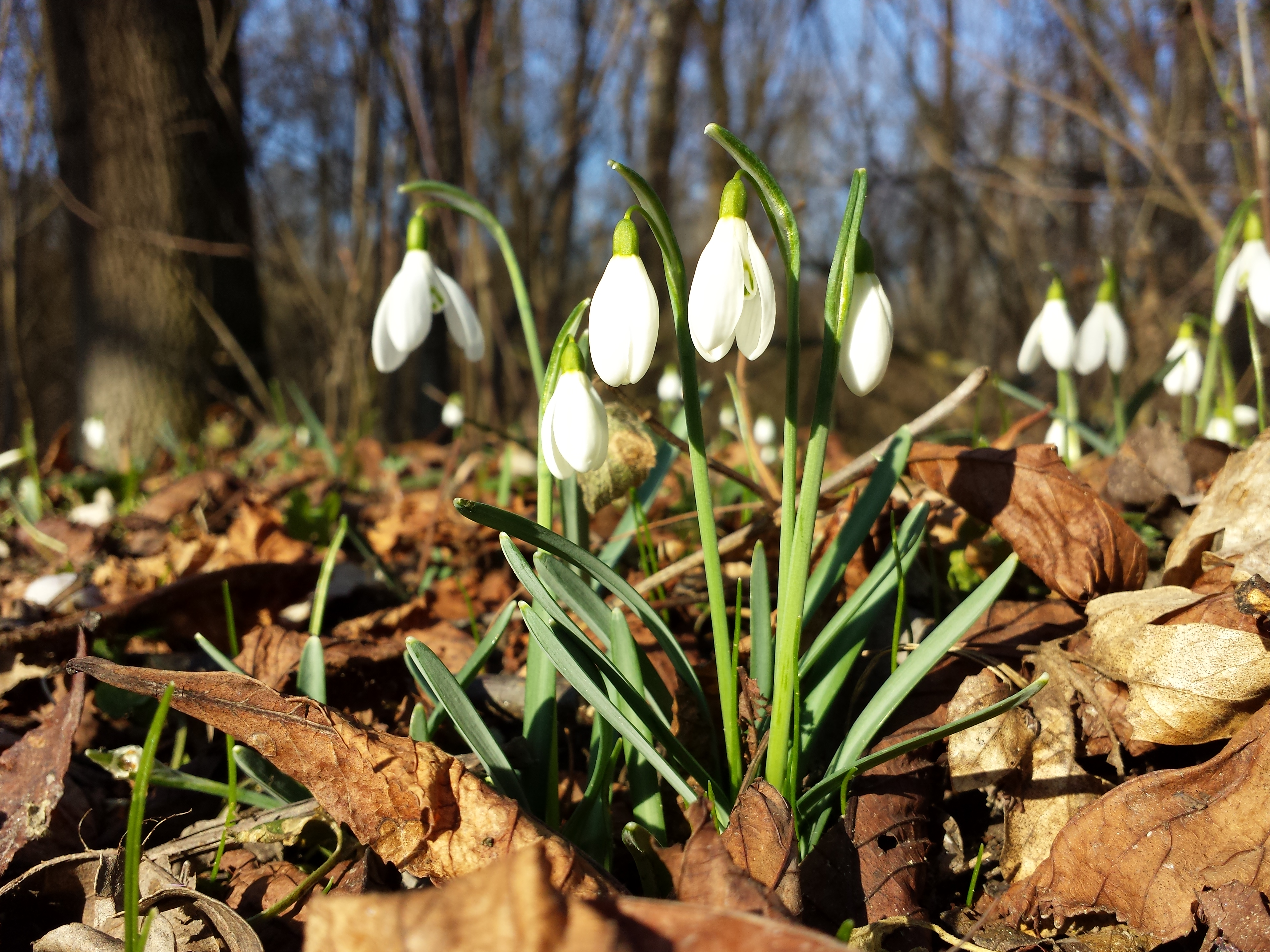
Das Schneeglöckchen ist eine typische Auwaldpflanze, die im zeitigen Frühling blüht.

Die Stockerauer Au ist ein Naturschutzgebiet im nördlichen Niederösterreich. Es erstreckt sich südlich von Stockerau bis zur Donau.
Das Augebiet wurde 1999 zum Naturschutzgebiet erklärt. Mit einer Größe von über 346 ha Größe dient es neben dem Naturschutz auch zur Trinkwasserversorgung der Stadt Stockerau und als Erholungsgebiet. Dafür gibt es ein ausgedehntes Wanderwegenetz.
Das ursprüngliche Augebiet ist im Laufe Zeit durch die Eintiefung der Donau in Wien langsam ausgetrocknet. Heute wird das Augebiet über den künstlich geschaffenen Gießgang bewässert, der im Zuge des Baues des Kraftwerkes Greifenstein errichtet wurde. Der Gießgang beginnt vier Kilometer unterhalb von Altenwörth und durchfließt den Auwald auf 42 Kilometer Länge. Sechs Kilometer unterhalb vom Kraftwerk Greifenstein mündet er wieder in die Donau. Fertiggestellt wurde der Gießgang 1984. Das Wasser vom Gießgang fließt allerdings nicht direkt von der Donau, sondern wird durch das Kiesbett gefiltert in das künstliche Gewässer gedrückt. Nur bei Hochwasser wird der Gießgang direkt über eigens geschaffene Überströmstrecken mit dem Donauwasser versorgt. Dadurch werden auch in der Au ständig wechselnde Pegelstände erreicht, die eine Au-typische Vegetation bewirken und einen Lebensraum für zahlreiche Tierarten gewährleisten. Die Gewässergüte des Gießganges weist heute durchgehend die Güteklasse 2 auf.
In den Gewässern der Stockerauer Au leben heute 41 Fischarten, davon zählen allein 15 zu den in Österreich gefährdeten Arten. So findet man Bitterling, Steinbeißer, Zobel, die barschartigen Streber, Schrätzer und Zingel sowie die Raubfische Aalrutte, Schied, Hecht und Wels.
Durch den Fischreichtum wurden aber zahlreiche Vogelarten angelockt. Von den allein 70 gefährdeten Tierarten sind vor allem Eisvogel, Kornweihe, Kormoran, Silber- und Graureiher, Roter und Schwarzer Milan, Weißstorch, See- und Fischadler zu erwähnen.
Das Gebiet befindet sich innerhalb des FFH-Gebiets und Vogelschutzgebiets Tullnerfelder Donau-Auen.